# Arlene Schnitzer Concert Hall
La Arlene Schnitzer Concert Hall, aperta come il Portland Publix Theatre prima di diventare il Paramount Theatre dopo il 1930, è un edificio storico adibito a teatro e alle arti dello spettacolo a Portland, Oregon, Stati Uniti. Parte del Portland Center for the Performing Arts, è sede dell'Oregon Symphony, della Portland Youth Philharmonic, della Metropolitan Youth Symphony, della White Bird Dance Company e della Portland Arts & Lectures. È anche un locale per concerti e film. Originariamente (e talvolta ancora) chiamato Paramount Theatre, è anche soprannominato localmente "The Schnitz".
È l'ultimo edificio teatrale superstite di Broadway, che un tempo era fiancheggiato da grandi teatri.

## Specifiche
- Posti a sedere per 2.776 (comprende il livello inferiore dell'orchestra e i sedili superiori della galleria)
- Spogliatoi per 90
- Guscio acustico mobile
- Entrate su Broadway e Main Street. (Park Avenue ha solo porte del palcoscenico e uscite pubbliche.)[2][3]

## Storia della costruzione

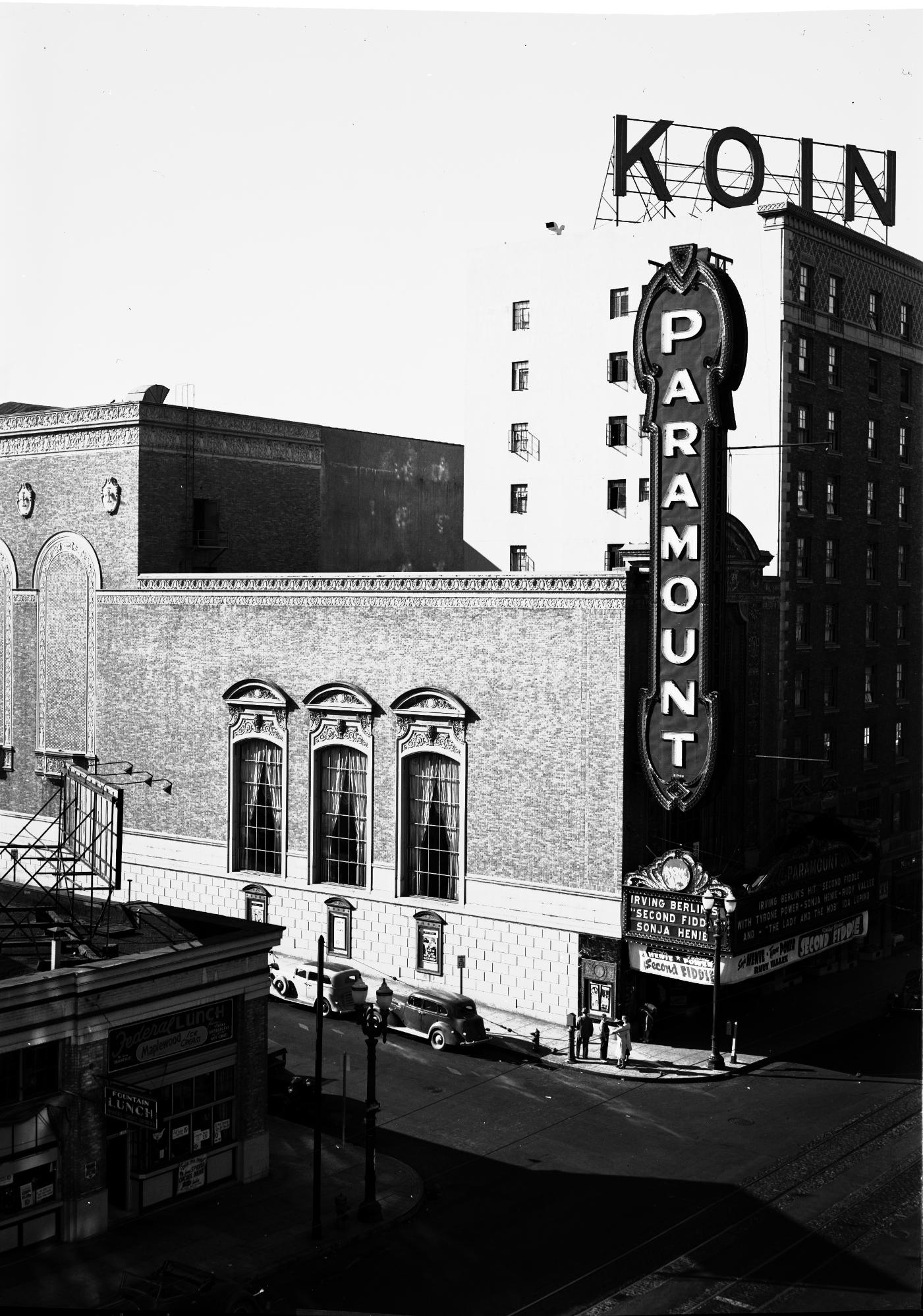
Il Paramount Theatre nel 1939

### Cinema
Lo studio di architettura Rapp e Rapp, famoso per i suoi edifici teatrali, progettò l'edificio in stile rinascimentale italiano. L'edificio fu variamente descritto dai giornali come Rinascimento francese o stile italianeggiante. Il Paramount era considerato, alla sua apertura, il più grande e sontuoso teatro per una città delle dimensioni di Portland. Originariamente aperto nel marzo del 1928 come Portland Publix Theatre, una sede di vaudeville, il nome cambiò in Paramount Theatre nel 1930, poiché i proprietari avevano un contratto per gestire i film della Paramount a livello locale. L'edificio continuò a funzionare come cinema fino al 1972, dopo di che iniziò ad ospitare concerti.
I visitatori venivano accolti dall'insegna "Portland" alta 20 metri sopra l'ingresso Broadway, che conteneva circa 6.000 luci teatrali. L'insegna diventò "Paramount" dal 1930 al 1984. Il teatro è stato progettato con molti atrii e ingressi. L'ingresso principale dell'auditorium vantava enormi finestre con vetrate francesi rivolte a est ed a sud, coperte da tende di velluto. Le pareti erano coperte di specchi e marmo e i pavimenti erano ricoperti da costosi tappeti. Gli arredi erano stati acquistati da un museo francese e da collezioni private. L'area di ristoro era fatta di marmo e si estendeva per circa metà della lunghezza dell'ingresso principale. È stato descritto come il "bancone dei dolcetti più lungo dell'occidente".
L'atrio era illuminato da enormi lampadari di cristallo. Quasi $ 35.000 erano stati spesi per questi. Il più grande aveva una larghezza di quasi 2,4 metri, con un peso di oltre 770 chilogrammi e conteneva 181 luci. Attualmente il lampadario più grande ha 137 lampadine a candela e quelli più piccoli hanno ciascuno 124 lampadine.
La fila superiore dei posti in galleria era sei piani sopra il palco. Piccole scalinate dalla hall principale conducevano all'area della galleria che conteneva salotti per uomini e donne. La sala degli uomini era attrezzata con caminetti, telefoni, radio, fonografi e inservienti. La sala delle donne era arredata con tavoli da trucco, specchi, cameriere e parrucchieri. C'era anche una grande pianola a coda Ampico-Knabe Luigi XV, in avorio e oro sulla passerella sopra l'atrio.
Le pareti dell'auditorium erano elaboratamente decorate con murales e vicino alla parte anteriore del palco, erano appesi piccoli balconi con tende che nascondevano i tubi dall'organo Wurlitzer da $ 46.500. Questa consolle per organo a quattro tastiere era montata su un ascensore e poteva essere portata al livello del palco con il semplice tocco di un pulsante.
Si diceva che la capienza del teatro fosse di 4000 posti nelle pubblicità dei giornali del giorno. Le pubblicità promettevano "Un acro di posti" (4046 m²). In realtà la capienza era di circa 3000 posti.
I soffitti erano progettati in modo speciale. I pannelli del soffitto erano sospesi dal tetto dell'edificio e sporgevano verso i lati dell'auditorium, lasciando una piccola insenatura vicino al muro. Una serie di lampadine elettriche erano state collocate nel vano, non visibili al pubblico. Il loro bagliore ricadeva indirettamente sul pubblico, dando l'effetto di spazio e libertà.

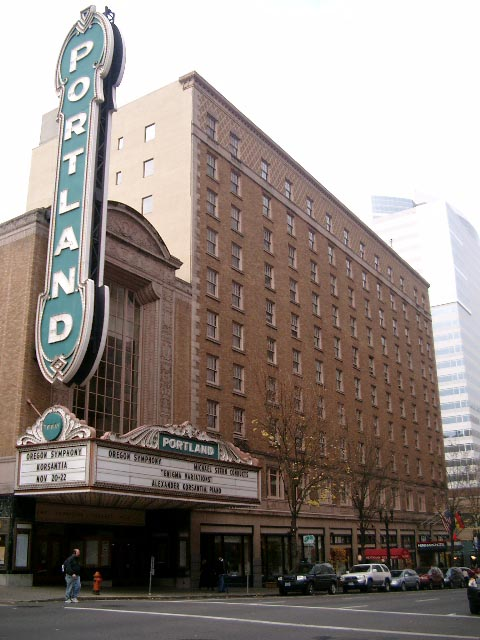
L'Arlene Schnitzer Concert Hall e l'Heathman Hotel.

La buca dell'orchestra poteva contenere un'orchestra di 30 elementi. C'era anche un palco "volante" che poteva essere alzato o abbassato o spostato sopra il palcoscenico principale.
Nel luglio del 1928 il teatro apparve sulla prima pagina del giornale, con il racconto di un'insolita rapina. Un giovane, Robert Nolan, aveva vissuto per qualche tempo nel sud della California. Mentre viveva lì era apparso come una comparsa nel film "Wheel of Chance". Era tornato in Oregon e quando vide che il film veniva proiettato al teatro di Portland, deciso di andare a vedere se stesso sullo "schermo d'argento". Mentre era nell'atrio vide due persone camminare portando le ricevute del giorno. Mentre stava guardando il film l'idea che avrebbe dovuto cogliere l'occasione, prima di lasciare Portland, di procurarsi un po' di soldi in più. Andò al botteghino e alleggerì gli inservienti di $ 1176. Fu arrestato alcuni giorni dopo, avendo speso tutto tranne $ 1,50 del denaro in alcolici di contrabbando e bevendo nelle feste.
Durante la Grande depressione, il teatro ingaggiò musicisti itineranti e un "sensitivo" per intrattenere il pubblico nella hall prima dei film, nel tentativo di attrarre clienti a teatro. L'ingresso era di 50 centesimi in quel momento, in calo di 10 centesimi rispetto alla serata di apertura.
Nel 1936 il teatro fu venduto alla catena Evergreen, unitamente a John Hamrick e tra tutti, possedevano otto cinema a Portland.
Nel 1965 l'esterno e l'interno dell'edificio erano in declino e nel settembre di quell'anno una parte della balconata in ghisa che si affaccia su Park Avenue (un pezzo di pan di zenzero da 68 kg), cedette e cadde sul pavimento sottostante. La rottura avvenne lungo una vecchia frattura causata da un precedente terremoto. Il ferro si era arrugginito nel tempo senza una corretta manutenzione. Nell'agosto del 1970 i pezzi della muratura all'angolo tra Main e Broadway cedettero. Due enormi blocchi, ciascuno da 160 kg ciascuno, caddero dalla facciata, uno dei quali si schiantò contro l'ingresso principale sottostante. Si disse che i blocchi in muratura erano caduti a causa dell'età dell'edificio. I proprietari non sembravano investire denaro in manutenzione. Il teatro fu messo in vendita nel dicembre 1970 e fu acquistato nel 1971 da John Haviland, proprietario del Park-Haviland Hotel. Il teatro fu affittato a Tom Moyer, proprietario di una catena di cinema.

### Sala da concerto
Haviland sentiva che era antieconomico gestire un teatro da 3000 posti nell'epoca della televisione. L'ultimo film in programmazione fu il 15 agosto 1972 (Dr. Phibes Rises Again con Vincent Price).
Nel 1972 fu costituita una società con sede a Seattle, la Paramount Northwest. Affittarono il teatro per tre anni, con un'opzione per altri sei, e promossero concerti dal vivo. Il complesso Heart suonò lì come parte della serie "Catch a Rising Star" (che includeva Tom Petty ed Elvis Costello, tra gli altri), per il prezzo di ingresso di 92 centesimi (promosso dalla radio locale KGON, 92,3 FM). John Haviland lo possedeva ancora e sosteneva che l'affitto era "1/10 di quello che avrebbe dovuto essere per un teatro del genere": $ 4000 al mese. Nel dicembre del 1972 Haviland propose un casinò di gioco a gestione statale sulla sua proprietà, affermando che stava perdendo più di quanto poteva permettersi con la Paramount.
Nel marzo del 1975 Haviland condusse un'asta durante la quale vendette tutte le statue, l'organo a canne, i mobili antichi, l'armatura del XVI secolo, specchi, porcellane, tappeti orientali, dipinti ad olio originali, leggii dorati con foglie d'oro e i pianoforti (c'erano 3 pianoforti a coda); praticamente tutto ciò che non era attaccato alle pareti o ai pavimenti. Haviland stava cercando di scacciare il concerto rock facilitando i locatari e si trovò in una disputa legale con la Paramount Northwest per l'affitto. Sentiva che i giovani interessati ai concerti non spendevano abbastanza soldi e stavano distruggendo il teatro. Haviland vinse un procedimento giudiziario che impedì alla Paramount Northwest di rinnovare la propria opzione della locazione. Haviland intendeva rinnovare il teatro e offrire un tipo di intrattenimento di classe superiore, compresa la cena con spettacolo.
Nell'agosto del 1976 il Paramount Theatre fu venduto alla compagnia dei teatri della West Coast di Seattle. Il proprietario si offrì di vendere la proprietà alla città per 4 milioni di dollari nel 1980, ma il consiglio comunale dovette decidere se rinnovare il Paramount Theatre o costruire un centro per le arti dello spettacolo da zero.
La città di Portland ha tentato di acquistare l'immobile dal proprietario nel 1982, ma i colloqui si interruppero. Il consiglio comunale alla fine votò per condannare l'edificio. Il verdetto della giuria di condanna stabilì che la città avrebbe dovuto pagare al proprietario $ 4,1 milioni come compenso per l'edificio.
Il teatro era costato $500.000 per la costruzione nel 1928. A partire da ottobre 2006 "The Schnitz" fu valutato dalla Contea di Multnomah più di $32.000.000,00.

### Il restauro

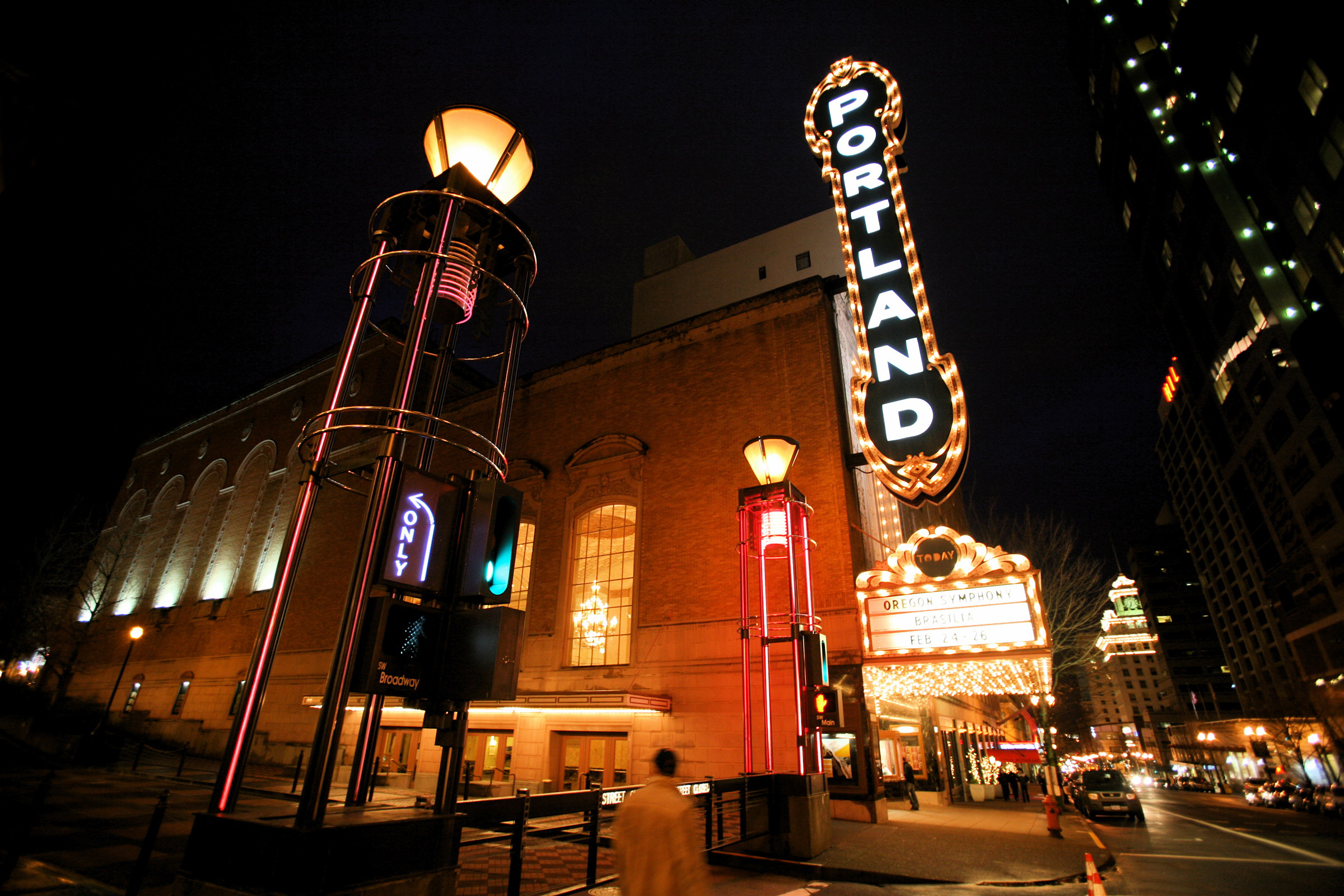
La Schnitzer di notte

Nel 1972, il Consiglio municipale di Portland votò per assegnare all'edificio lo status di palazzo storico, superando le obiezioni di John Haviland, il proprietario. Lo status di edificio storico fu applicato solo all'esterno dell'edificio. Molte persone ritenevano che l'interno dell'edificio fosse più prezioso dal punto di vista architettonico. L'edificio (come Paramount Theatre) fu inserito nel National Register of Historic Places nel 1976.
Nel settembre del 1983 iniziò un'importante ristrutturazione sui progetti di Boora Architects, che riportavano l'edificio a gran parte della sua originale opulenza. L'interno dell'auditorium, tuttavia, era dipinto di un colore neutro, invece di restaurare i murales che l'avevano decorato. I residenti di Portland, Arlene e Harold Schnitzer, contribuirono generosamente al completamento della fase iniziale del Portland Center for the Performing Arts. La ristrutturazione di un anno, $10 milioni, comportò la riparazione, il cambiamento o la sostituzione di gran parte degli interni decorati del teatro, oltre a renderlo confortevole e sicuro per il pubblico e gli artisti di oggi.
La famosa insegna "Paramount" alta 20 metri fu rimossa il 18 marzo 1984, per essere utilizzata dalla Ballard Sign Company di Salem come modello per una nuova replica che ripristinasse la dicitura utilizzata originariamente (1928-1930): "Portland", appropriata per il cambiamento d'uso dell'edificio, oltre a essere storicamente adeguata. La nuova insegna replicata, con lettere al neon alte un metro e ottanta, fu attaccata all'edificio il 4 settembre 1984. Il teatro riaprì più tardi lo stesso mese.
La sala da concerto ora ospita una varietà di spettacoli tra cui musica classica, jazz, pop, rock, folk e gospel, danza, teatro, film di viaggi, conferenze e matrimoni.
La sala da concerto presenta:
- Posti a sedere per 2.776 persone a livello dell'orchestra e della galleria.
- Palco da 28,7 × 9,8 metri con proscenio tradizionale da 16,5 × 9,8 metri.
- Fossa dell'orchestra per 15; un soppalco per il coro.
- Spogliatoi per 90.
- Guscio acustico portatile e flessibile.

Punti salienti del design: moquette in lana progettata a Portland e lavorata in Nuova Zelanda; lampadari originali rinnovati e dotati di nuovi cristalli nella sala in stile rococò; interni decorati originali con nuovi pannelli, rifatti e sostituiti; colori classici neutri caldi e verde acqua hanno sostituito l'originale oro scuro e pesante, verde e rosa.
Quando il Centro per le arti dello spettacolo fu aperto nel 1984 fu deciso di intitolare l'edificio del Teatro di Portland ad Arlene Schnitzer.
L'organo teatrale originale e le statue furono venduti all'asta il 26 marzo 1975. Durante l'asta ci fu una protesta generale da parte del pubblico per mantenere una particolare statua di marmo, chiamata "Surprise" (una ragazza nuda con le mani incrociate sul viso) nel teatro. Fu passato un cappello tra i 1200 membri del pubblico per fare una colletta e $5.233,97 furono raccolti per acquistare la statua e tenerla nella hall del teatro. La statua ha perso un dito per un proiettile di una rapina al botteghino negli anni '50.

## Importanti apparizioni sul palco
Elenco parziale delle apparizioni degne di nota avvenute sul palco della Arlene Schnitzer Concert Hall:
- Eugene Pallette (Maggio 1930)[23]
- Grace Moore (Aprile 1939)[24]
- Betty Hutton (Gennaio 1953)[25]
- Louis Armstrong (Febbraio 1954)[26]
- Harry Belafonte (Giugno 1957)[27]
- Maurice Chevalier (Giugno 1958)[28]
- Louis Armstrong (Settembre 1959)[29]
- Vincent Price (Ottobre 1959)[30]
- Joan Baez (Marzo 1964)[31]

- Bob Dylan (Marzo 1966)[32]
- Don Ameche (Giugno 1973)[33]
- RAIN: A Tribute to The Beatles (7 giugno 1976)[34]
- The Grateful Dead (Giugno 1976, ottobre 1977)[35]
- ABBA (18 settembre 1979)
- Madonna (15,16 aprile 1985)
- Prince (Aprile 2002)[36]
- Ryan Adams (5 ottobre 2014)[37]